# Johannes van Wallingford

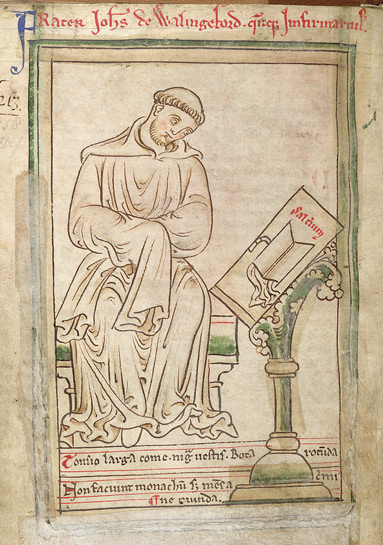
Tekening van Johannes van Wallingford door Matthew Paris, ca. 1255. (British Library Cotton MS Julius D VII, f.42v)

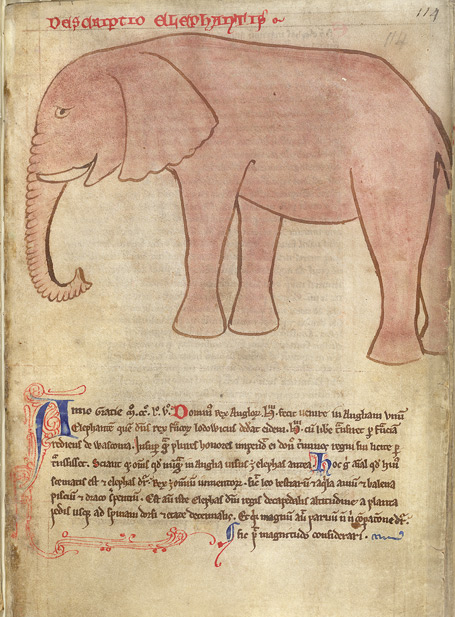
"Beschrijving van de olifant" door Johannes van Wallingford, kennelijk een kopie van de tekening die Matthew Paris van de olifant van Hendrik III maakte. (British Library Cotton MS Julius D VII, f.114r)

Johannes van Wallingford (overleden in 1258) was een benedictijner monnik in de abdij van St Albans, die ergens tussen ca. 1246/47 en zijn dood in 1258 als ziekenverzorger van de abdij diende.
Johannes is vooral bekend voor zijn manuscript met een gevarieerde verzameling aan materiaal, grotendeels opgeschreven door Wallingford vanuit verschillende werken van zijn tijdgenoot in de abdij Matthew Paris, dat bewaard is gebleven als British Library Cotton MS Julius D VII. Dit manuscript bevat de zogenaamde Chronica Joannis Wallingford of Chronicle of John of Wallingford. Hierin staat tevens dat Johannes op 9 oktober 1231 monnik werd (vermoedelijk in de priorij van Wallingford, een cel van St. Albans) en tussen juni 1246 en februari 1247 naar St. Albans verhuisde. Daarna verhuisde hij rond 1257 naar de abdij van Wymondham in Norfolk, een andere cel van St Albans. Een laatste aantekening, in een andere hand, vermeldt dat hij daar op 14 augustus 1258 stierf.

## DeChronica Joannis Wallingford
Folio's 10r tot en met 33v van het manuscript zijn in een ander handschrift geschreven en bevatten een kroniek van de Engelse geschiedenis van de legendarische Brutus tot Knoet (gestorven in 1035). Het grootste gedeelte van het werk is gewijd aan hagiografieën van Engelse heiligen, en niet zozeer de algemene geschiedenis. Het werk deelt veel bronnen met Roger van Wendover 's Flores Historiarum, dat vermoedelijk uit dezelfde bibliotheek en op hetzelfde moment is samengesteld; maar de parafrasering is anders en soms zijn de fragmenten veel uitgebreider.
Verschillende academici hebben versies van de Chronica Joannis Wallingford uitgebracht, zoals Richard Vaughan, Thomas Gale en Joseph Stevenson.

Stevenson schreef:
There are few histories more perplexing than the production of this unknown chronicler which we have here translated.  The tone of confidence with which he questions the statements of others (upon points of chronology as well as history), and advances his own conclusions, is calculated at first to secure deference to his authority.  A more accurate investigation, however, shows us that the greater number of his assertions must be received with caution unless supported by collateral evidence.  Several of them have been pointed out in the foot-notes, but their number might yet further be extended.
William Hunt, die in 1899 voor de Dictionary of National Biography schreef, zei:
The author evidently used several excellent authorities, such as Bede, the Saxon priest's Life of Dunstan, Florence of Worcester, and the like; but, though he makes some attempts at comparison and criticism, has inserted so many exaggerations and misconceptions apparently current in his own time, and has further so strangely confused the results of his reading, that his production is historically worthless.
Toch wordt de schrijver van de kroniek nog wel eens geciteerd. Zo is bijvoorbeeld zijn opmerking voorafgaand aan zijn verslag van de Viking-Slachtpartij op Sint-Brixus-dag in 1002, tijdens de regeerperiode van Ethelred de Onbekwame. Hij beweerde:
The Danes, thanks to their habit of combing their hair every day, of bathing every Saturday and regularly changing their clothes, were able to undermine the virtue of married women and even seduce the daughters of nobles to be their mistresses.